# Estat Lliure de Saxònia-Altenburg
L'Estat Lliure de Saxònia-Altenburg (Freistaat Sachsen-Altenburg) fou un dels estats territorials que van constituir l'anomenada República de Weimar. Va sorgir de l'antic Ducat de Saxònia-Altenburg al final de la Primera Guerra Mundial. Va existir de novembre 1918 fins a la seva unió a l'Estat de Turíngia l'1 de maig de 1920.

## Història
Després de l'abdicació del duc Ernest II el 13 de novembre de 1918, es va fundar l'Estat Lliure de Saxònia-Altenburg. La ciutat reial d'Altenburg es va convertir llavors en la capital del nou Estat Lliure. El cap d'Estat del govern de transició va ser Wilhelm Tell. Després de les eleccions parlamentàries, que van tenir lloc el 26 de gener de 1919, es va forma un nou govern pels els partits SPD i DDP. El nou ministre d'Estat va ser August Frölich. El parlament estatal de l'Estat lliure va decidir el 27 de març de 1919 un projecte de llei per a la reglamentació provisional de la constitució. L'1 de maig de 1920, l'Estat lliure es va unir a l'estat de Turíngia. Fins a l'1 d'abril de 1923, encara conservava la condició d'àrea d'Altenburg.